# Rowley Lake
Der Rowley Lake ist ein See in Lancashire, England. Der See liegt am östlichen Rand von Burnley im Brun Valley Forest Park. Der See wurde in den 1970er Jahren im Zuge der Renaturierung einer ehemaligen Müllhalde angelegt. Der River Brun fließt im Süden in den See und verlässt ihn im Norden. Der See dient zum Angeln und ist ein Brutrevier für zahlreiche Vögel.